# Лупгхар-Шар
Лупгхар-Шар (англ. Lupghar Sar) (7200 м) — 109-я по высоте вершина в мире и 47-я в Пакистане. Расположена в хребте Хиспар-Музтаг, Каракорум, Гилгит-Балтистан. Является частью массива горы Момхиль-Шар, от которой расположена в 3,5 км к северу. Вершина представляет собой вытянутый гребень похожий по форме на вальмовую крышу большой крутизны длиной около 5 километров. Лупгхар-Шар переводится с ваханского языка как «вершина большой скалы».